# Hassan II.

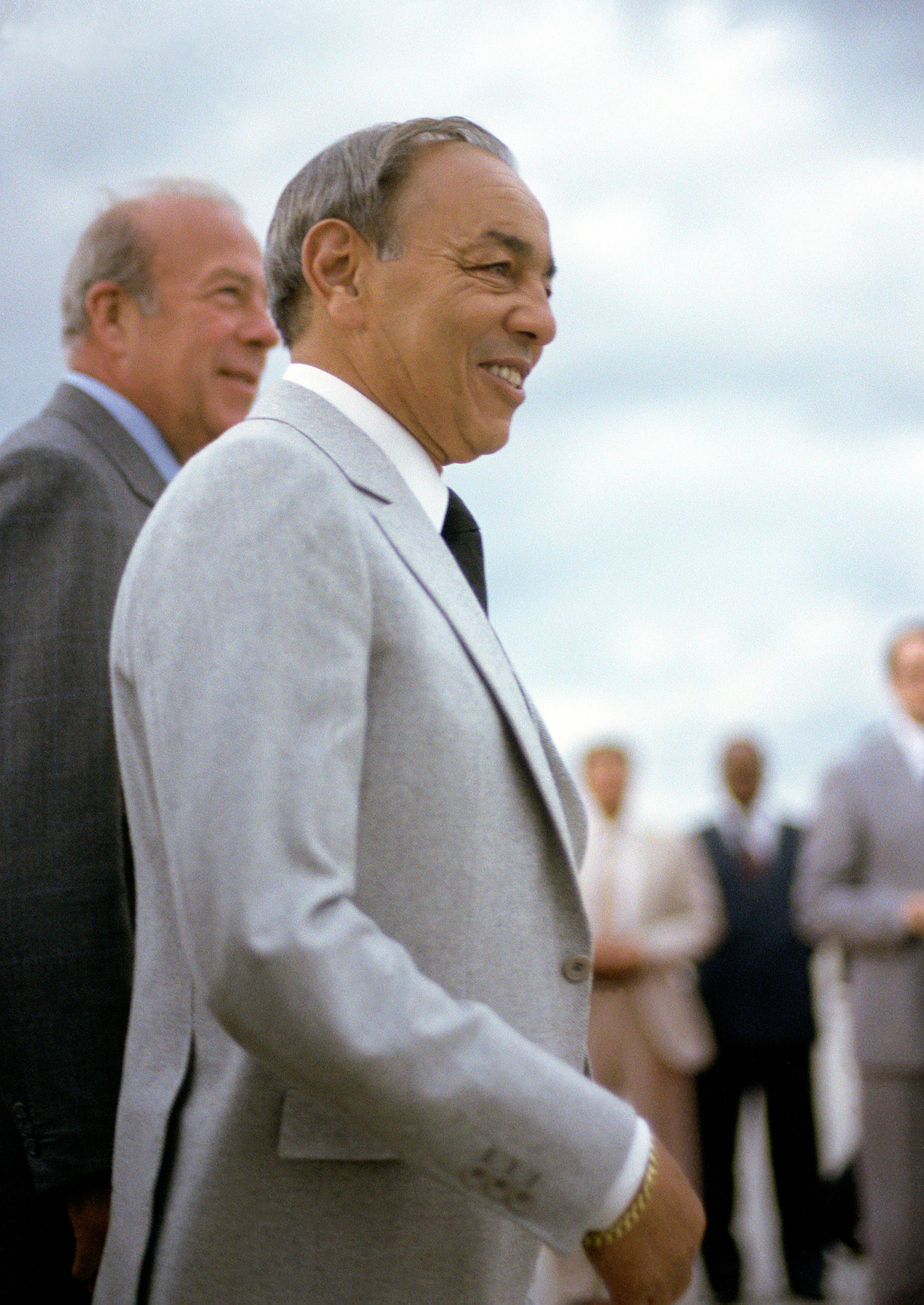
Hassan II. bei seinem Besuch in den Vereinigten Staaten (1983)

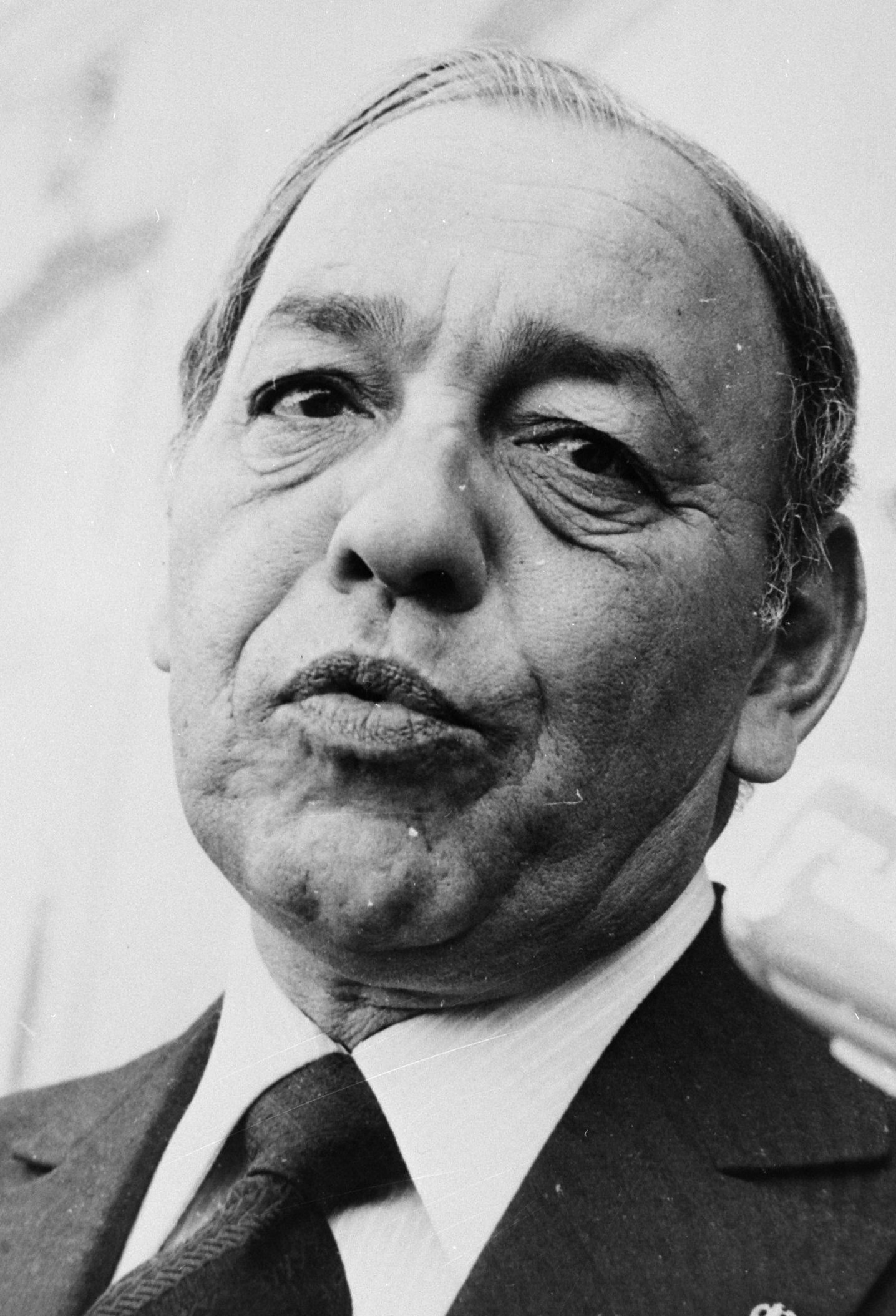
Hassan II. (1981)

Hassan II. (arabisch الحسن الثاني بن محمد, DMG al-Ḥasan aṯ-ṯānī b. Muḥammad; * 9. Juli 1929 in Rabat, Französisch-Marokko als Moulay Hassan; † 23. Juli 1999 ebenda) war von 1961 bis 1999 König von Marokko.

## Leben
Hassan wurde 1929 als ältester Sohn des früheren Sultans und späteren Königs von Marokko, Mohammed V. geboren und entstammte der seit 1639 in Marokko herrschenden Dynastie der Alawiden, die ihre Herkunft direkt vom Propheten Mohammed ableitet. Hassan erhielt eine sorgfältige Erziehung durch Privatlehrer, dann bis 1948 in einem eigens für ihn eingerichteten vornehmen College in Rabat. Sein nachfolgendes Jurastudium an einer Außenstelle der Universität Bordeaux in Rabat schloss er 1951 mit einem juristischen Doktorgrad ab. Daneben absolvierte er 1949 einen Lehrgang auf dem französischen Segelschulschiff Jeanne d'Arc.
Hassan sprach Französisch ebenso fließend wie alle Dialekte seiner Heimat.
Nach der Unabhängigkeit 1956 wurde er Oberbefehlshaber der Armee und schlug mehrere Aufstände der Rifkabylen im Rif-Gebirge nieder, nachdem Rif-Berber bei einem Besuch Hassan II. in der Region versucht hatten, den damaligen Thronfolger und Oberbefehlshaber der Armee in der Nähe von Al-Hoceima zu erschießen.

### Festigung der Macht
Als sein Vater gestorben war, kam Hassan II. an die Macht. Seine feierliche Thronbesteigung war am 3. März 1961. Als König setzte Hassan II. die Dynastie der Alawiden fort und verfolgte eine konservative Politik, wobei er sich vor allem auf die alten Eliten und die feudalen Strukturen des Landes stützte. Nachdem Marokko 1962 eine konstitutionelle Monarchie geworden war, löste Hassan II. nach Unruhen 1965 das Parlament auf und übernahm wieder persönlich die Regierungsgeschäfte. Streitigkeiten um den Grenzverlauf bildeten im Oktober 1963 den Anlass zum algerisch-marokkanischen Grenzkrieg. Innenpolitisch ließ er vor allem die linke Opposition verfolgen und ins Exil treiben. 1965 wurde mit Mehdi Ben Barka ein Führer der linken Opposition im Pariser Exil entführt und getötet. Dies führte zu einer zunehmenden Opposition, Hassan II. überlebte zwei republikanische Putsche 1971 in Shkirat und 1972 bei seiner Rückreise aus Paris nur knapp.
In den 1970er- und 1980er-Jahren fand eine Re-Islamisierung des Landes statt. Hassan II. wollte der Linken, die Marokkos Monarchie in Frage stellte, etwas entgegensetzen und förderte besonders konservative Strömungen. So verbreitete sich auch der von Saudi-Arabien geförderte Wahhabismus („Petro-Islam“) erstmals seit Jahrzehnten wieder in Marokko. Die konservative Interpretation des Islam setzte sich in den Schulen und an den Universitäten fest. Laut dem Religionsexperten Ahmed Assid war das Königshaus der Ansicht, in diesen Strömungen sei es als Verbrechen angesehen, sich gegen den weltlichen Herrscher zu wenden.

### Westsahara-Konflikt
1975 initiierte Hassan II. den „Grünen Marsch“, bei dem 350.000 unbewaffnete marokkanische Zivilisten die spanische Kolonie Westsahara besetzten, was auch von der innenpolitischen Opposition begrüßt wurde. Allerdings ließ er nach dem spanischen Abzug einen Teil der Westsahara durch Marokko selbst besetzen. Bald begann der militärische Widerstand eines Teils der Einheimischen unter der Polisario. Dies führte zu starken Spannungen mit Algerien und Libyen, die die Polisario unterstützten. Der Westsaharakonflikt überdauert Hassans Herrschaft bis ins 21. Jahrhundert hinein, eine Entspannung mit Algerien und Libyen fand 1989 statt. In jenem Jahr wurde die Arabische Maghreb Union, unter Einschluss Tunesiens, zur Vertiefung der wirtschaftlichen und kulturellen Zusammenarbeit gegründet.

### Gravierende Menschenrechtsverletzungen
Insbesondere in den 1970er und 1980er Jahren kam es unter seiner Herrschaft zu schweren Menschenrechtsverletzungen, die gegen jegliche Art von Opposition gegen das Königshaus gerichtet waren. Teilweise wird diese Periode als schmutziger Krieg bezeichnet. Die Opfer der staatlichen Repression waren Mitglieder des Militärs nach den Putschversuchen in den Jahren 1971 und 1972, Mitglieder linker Parteien und Bewegungen sowie Aktivisten für die Selbstbestimmung der Sahara. Die dabei begangenen Verbrechen – unter anderem Folter und das Verschwindenlassen von Menschen – waren so zahlreich und gravierend, dass sein Sohn Mohammed VI. im Jahr 2004 eine Wahrheitskommission zu ihrer Untersuchung und Wiedergutmachung einsetzen ließ. Sie war die bisher einzige derartige Kommission in der arabischen Welt.
Hassan II. selbst hatte Mitte der 1990er aufgrund des innen- und außenpolitischen Drucks eine Abkehr von der auf gnadenloser Repression beruhenden Politik veranlasst. Nur wenige Monate vor seinem Tod 1999 rief er eine erste nationale Kommission ins Leben, die sich mit dieser Frage befasste. In der Folge wurde das berüchtigte Gefängnis von Tazmamart geschlossen, und zahlreiche politische Gefangene kamen in den Genuss einer Amnestie. Eine wichtige Triebfeder für die Reformen spielte eine Vereinigung ehemaliger politischer Gefangener namens Forum Verité et Justice, welche die marokkanische Öffentlichkeit hartnäckig auf das Thema aufmerksam machte.

### Bilanz und Ende der Herrschaft
Abgesehen von der verheerenden Bilanz in Bezug auf die Menschenrechte werden zu seinen positiven Leistungen gezählt: der systematische Bau zahlreicher Staudämme zur Versorgung der lokalen Agrarindustrie mit Wasser, sowie Bemühungen, den
Israelisch-Palästinensischen Konflikt durch Vermittlungen zu lösen. In wirtschaftlicher Hinsicht, wie auch unter anderem im Bildungsbereich, ergaben sich während der Regierungszeit von Hassan jedoch insgesamt große Probleme. Marokko hatte zum Ende der Herrschaft eine Analphabetenrate von über 50 Prozent. Die Arbeitslosigkeit lag bei über 20 Prozent, der Anteil der Armen an der Gesamtbevölkerung Marokkos stieg zwischen 1991 und 1999 von 13,1 auf 19 Prozent, durch die hohe Regierungsverschuldung mussten pro Jahr 30 Prozent des Staatshaushaltes für die Schuldenfinanzierung ausgegeben werden.
Innenpolitisch gelang es Hassan II., den aufkommenden militanten Islamismus unter Kontrolle zu halten. Ab der Verfassungsänderung von 1992 begann eine vorsichtige Liberalisierung der Politik.
Am 23. Juli 1999 starb Hassan II. in Rabat. Nachfolger wurde sein Sohn Mohammad VI. Ein weiterer Sohn, Moulay Rachid, wurde neuer Kronprinz. Bei der Trauerfeier waren US-Präsident Bill Clinton, Frankreichs Staatspräsident Jacques Chirac, Israels Ministerpräsident Ehud Barak und die Staatsoberhäupter mehrerer arabischer Länder als Gäste in Rabat. Auch Bundespräsident Johannes Rau, Prinz Charles, Ägyptens Präsident Husni Mubarak, Palästinenserpräsident Jassir Arafat und Jordaniens König Abdullah II. bin al-Hussein waren Teilnehmer der Trauerfeier, ebenso Königin Sophia von Spanien und Farah Diba.
Hassan II. war Mitglied im US-Club Rotary und nach dem Wahlspruch der Rotarier Service above self (Selbstlos Dienen) zu höchstem ethischen und moralischen Handeln verpflichtet.